# Cudowny chleb
Cudowny chleb – obszerne wydanie podań, baśni i opowiadań (ok. 200) z okolic Śląsku Cieszyńskiego spisanych przez Józefa Ondrusza. W zbiorze znajdują się legendy dotyczące zakładania okolicznych miejscowości, legendy o Ondraszku i jego kolegach, o darkowskich utopcach, o Skarbniku Pusteckim, o skarbach-zwykle strzeżonych przez starca, który broni dostępu chciwcom, o magicznych przedmiotach, o rozmaitych królewnach, o Czarnej Księżnej z Cieszyna, o Złotogłowcu i inne.

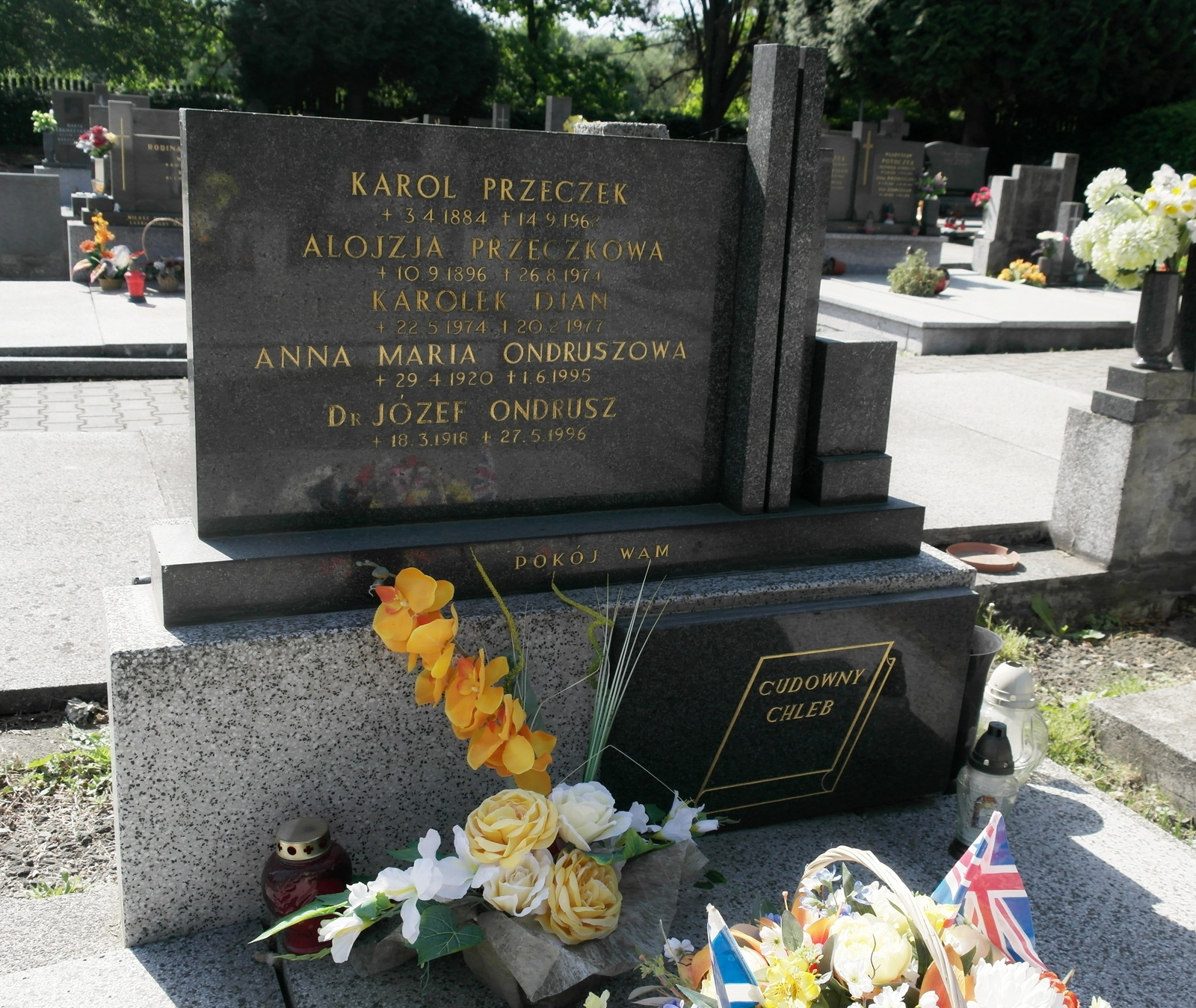
Grób J. Ondrusza z wizerunkiem książki „Cudowny chleb”

Wydanie tej pracy było związane z dużym zainteresowaniem Godek śląskich, zbioru podań i baśni zebranych Ondrusza i wydanych w 1956. Książka była niemalże kolejnym wydaniem Godek.... Pierwsze wydanie, nakładem Ludowej Spółdzielni Wydawniczej liczyło 30 tys. egzemplarzy. Publikacja wznawiana w 1996 i 2018 roku. Ukazało się też wydanie alfabetem Braille’a.
Ondrusz zrezygnował z honorarium za tę pozycję, przeznaczając dochód na dzieci niepełnosprawne.
Zebrany materiał doczekał się omówień w literaturze naukowej. Książka oceniana jest jako „bardzo ważna dla Zaolzia”. W 2006 książka została wybrana "Książką Zaolzia".